# Der Große Brockhaus, 15. Auflage

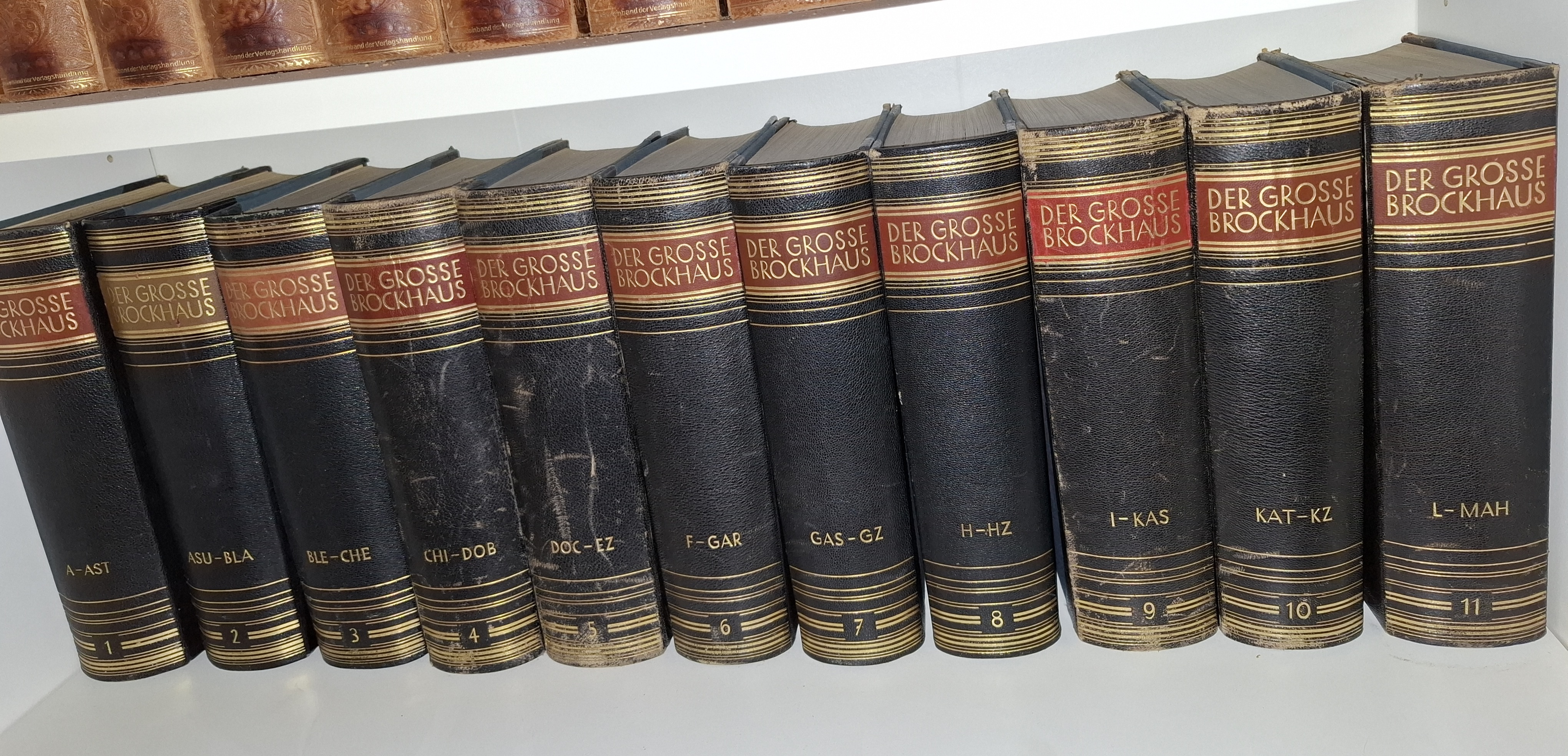
Der Große Brockhaus, 15. Auflage. Bände 1 bis 11

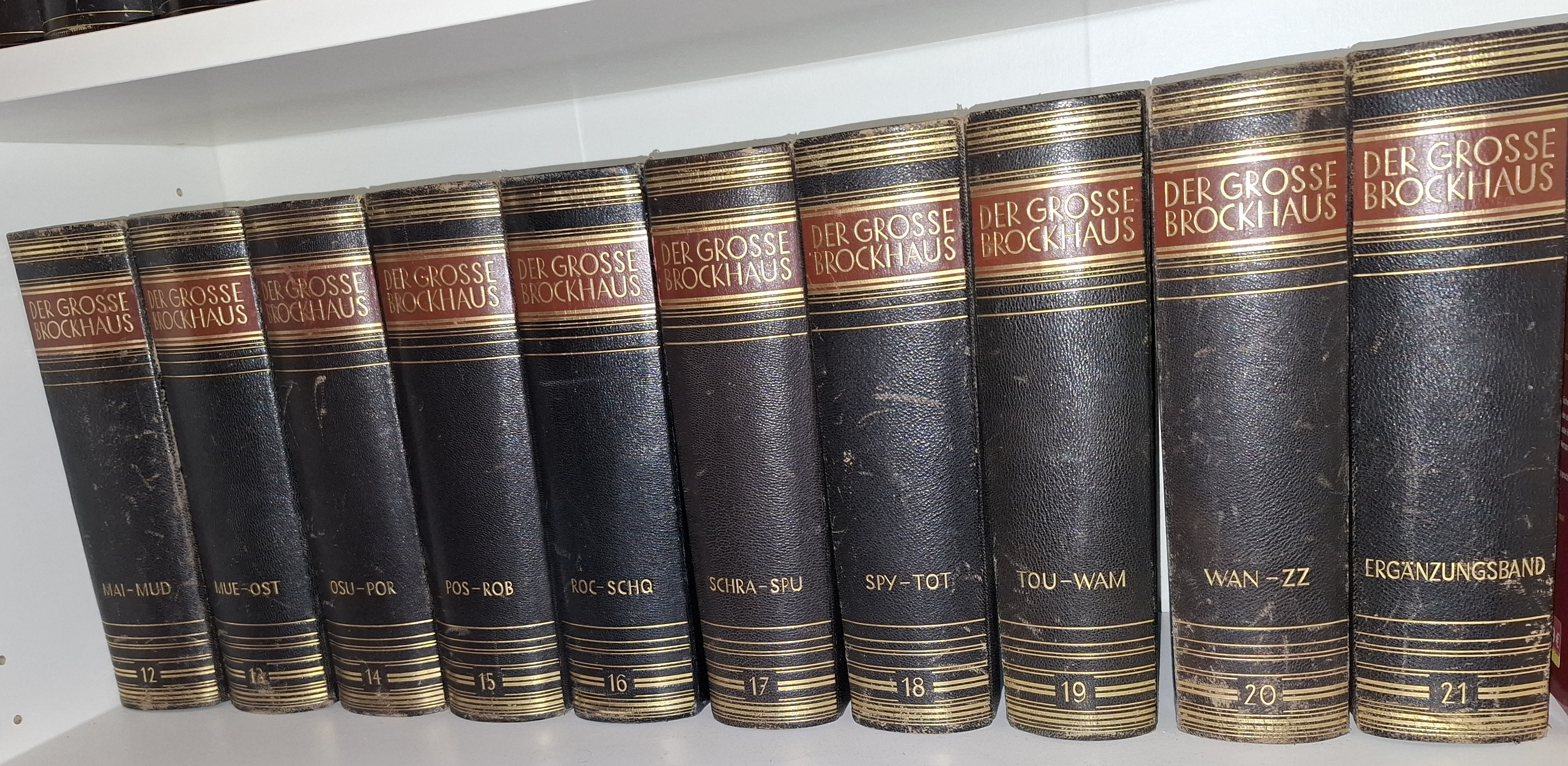
Der Große Brockhaus, 15. Auflage. Bände 12 bis 21

Der Große Brockhaus. Handbuch des Wissens ist ein in seiner 15., völlig neubearbeiteten Auflage von 1928 bis 1935 im F.A. Brockhaus Verlag zu Leipzig erschienenes, mehrbändiges allgemeines Lexikon. Wegen seiner Entstehungszeit wird diese Auflage gelegentlich auch als „Weimarer Brockhaus“ bezeichnet, obgleich sechs Bände und der Ergänzungsband in der Zeit des Nationalsozialismus 1933–1935 erschienen waren. Eine von Anfang an nationalsozialistisch gefärbte, 1939 begonnene zweite Ausgabe kam aufgrund der Kriegsereignisse über den ersten Band nicht hinaus.

## Geschichte und Beschreibung

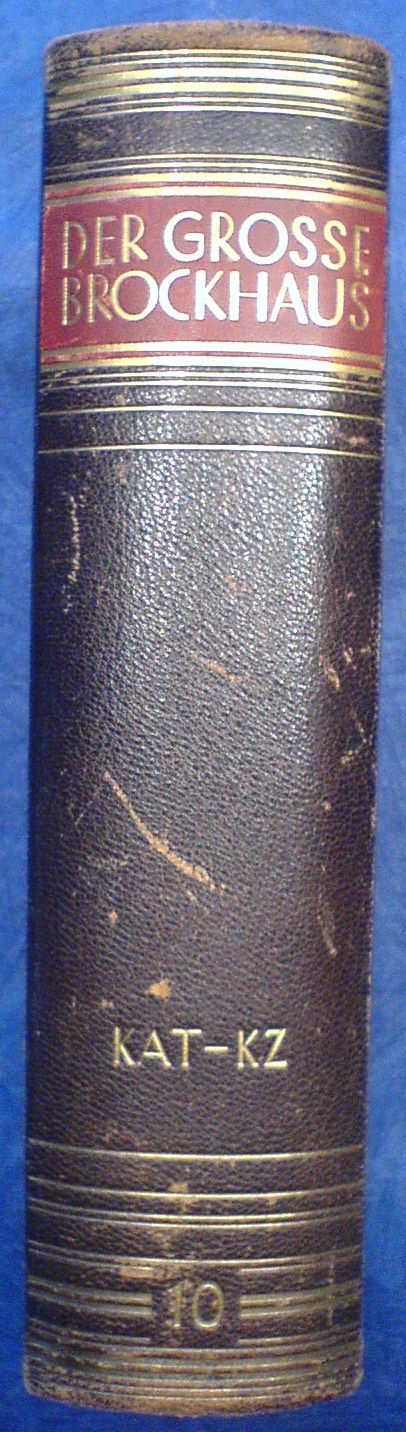
Band 10 (KAT–KZ) in Halbleder-Ausstattung

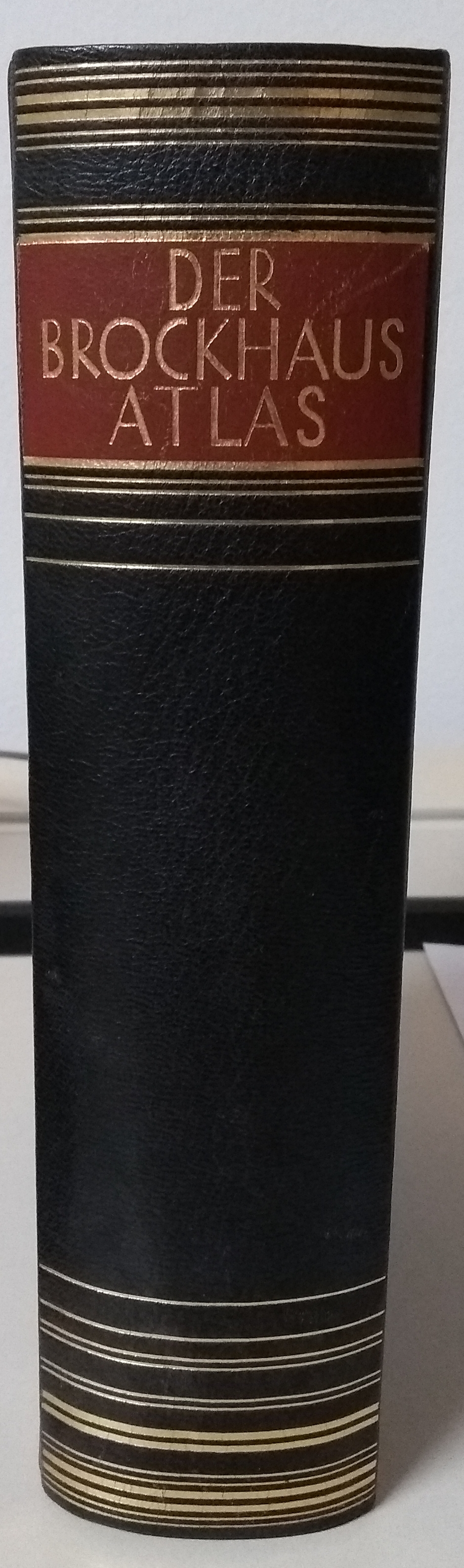
Atlas „Die Welt in Bild und Karte“ in Halbleder-Ausstattung

### Vorbereitung und Ausgangslage
Das Erscheinen des letzten Bandes der 14. Auflage im Jahr 1897 und den Beginn der 15. Auflage des Brockhaus’ Konversations-Lexikon 1928 trennen gut 30 Jahre, bedingt durch den Ersten Weltkrieg. Konkrete Vorbereitungen für die Erarbeitung der 15. Auflage konnten aufgrund der sich dem Krieg anschließenden, wirtschaftlich äußerst schwierigen Inflationszeit dann erst 1925 beginnen.

### Grundwerk
Die 15. Auflage wurde in 20 Bänden mit jeweils ca. 800 Seiten (insgesamt ca. 15 800 Seiten) im zweispaltigen Format und Bleisatz herausgegeben. Für das knapp 200 000 Stichwörter enthaltende Gesamtwerk betrug der Ladenpreis 380 Reichsmark (Leineneinband). Den Bänden wurden ganzseitige, zum Teil ausklappbare Karten und Bildtafeln beigegeben. Ihre Illustration im kleineren Format erfolgte durch schwarz-weiß Fotos, Zeichnungen und eingeklebte Farbbilder (ähnlich den Zigarettenbildern). Der Fließtext wurde fast ausschließlich in Fraktur gesetzt, lediglich Fremdwörter weisen eine Antiqua-Schrifttype auf.

### Ergänzungsbände
1935 erschien ein „Ergänzungsband A–Z“ mit 768 Seiten. Es folgte 1937 ein heute recht seltener Atlasband „Der Brockhaus Atlas: Die Welt in Bild und Karte“, der inhaltlich identisch ist mit dem zur Ausgabe „Der Neue Brockhaus. Allbuch in vier Bänden“ ergänzend erschienenen „Atlas“. Allerdings enthielten die einzelnen Bände der 15. Auflage bereits recht umfangreiches Karten- und Bildmaterial, so dass wahrscheinlich deshalb die Nachfrage nach dem in Leinen 20 und in Halbleder 25 RM teuren Band bei den Besitzern des Grundwerks des Lexikons nicht allzu groß gewesen sein mag.
Der für 1939 angekündigte 2. Nachtragsband Nr. 22 erschien nicht mehr.

### Zweite Ausgabe
Die Planungen für eine zweite, vollständig NS-konforme Ausgabe, bei der wiederum 20 Bände und ein Atlasband vorgesehen waren, wurden vom Verlag noch umgesetzt. Allerdings erschien 1939 von dem als „großdeutsche Ausgabe“ vorgestellten Lexikon nur der erste Band (A–Ast) mit 778 Seiten. Die Produktion und redaktionelle Arbeit mussten 1940 kriegsbedingt abgebrochen werden.

### Einband
Vom Verlag wurden bei der 1. Ausgabe folgende Einbandarten geliefert: Die fadengeheftete Halblederausgabe mit Kopfgoldschnitt, dunkelblauer Leinwand und schwarzen Lederecken, eine drahtgeheftete Ganzleinenausgabe mit dunkelgrünen Leinwanddeckeln und eine ebenfalls draht-, ab 1931 fadengeheftete dunkelgrüne Werkstoff-Ausgabe.  Zum Schutz der Einbände wurden vom Verlag beigefarbene Schutzumschläge, deren grafische Gestaltung mit den Einbänden  übereinstimmte und die mit Klappentexten  versehen waren, mitgeliefert. Diese gingen zumeist im Laufe der Zeit durch die Benutzung des Lexikons verloren.
Der Band der 2. Ausgabe erschien in Halbleder mit dunkelblauer Leinwand  sowie in grünem Ganzleinen, beide mit Fadenheftung. Der Buchrücken unterscheidet sich von der ersten Ausgabe durch diskretere Goldelemente (geringere Anzahl der Zierlinien).

### Inhalt
Geo- und wirtschaftspolitisch sowie demographisch beschreibt das Lexikon bis 1933 die im Ergebnis des Versailler Vertrages nach dem Ersten Weltkrieg insbesondere für Europa und Deutschland entstandene neue Situation mit veränderten Staatsgrenzen und gewandelten politischen Strukturen. Nach dem Untergang von jahrhundertealten Monarchien waren auf den Landkarten neue, zumeist parlamentarisch regierte Staaten, neben Deutschland und Österreich, auch Polen, die Tschechoslowakei, die baltischen Republiken oder die Sowjetunion, zu finden.
Ausführliche Artikel zum schon weit entwickelten Kraftfahrzeug, dem Schiffs- und Flugzeugbau, dem Eisenbahnwesen oder dem noch an seinem Beginn stehenden Rundfunk lieferten dem Leser umfassende Informationen über den damals erreichten beachtlichen Stand von Wissenschaft und Technik. Die mehrseitige Abhandlung mit einer Vielzahl von Illustrationen über die Ende der 1920er, Anfang der 1930er Jahre auf ihrem Höhepunkt befindliche zivile Luftschifffahrt ist so in keiner früheren oder späteren Brockhaus-Ausgabe zu finden. Die beigefügten Stadtpläne dokumentieren für alle größeren Städte Deutschlands und Europas eine detailgetreue Übersicht zum Bebauungszustand vor den Zerstörungen im Zweiten Weltkrieg. 
NS-Einflüsse halten sich beim Grundwerk dieser Ausgabe in Grenzen. Die ersten, nach der Machtergreifung der Nationalsozialisten erschienenen Bände waren Band 14 (Anfang 1933) sowie 15 und 16 (zweite Jahreshälfte 1933). Die Redaktion wehrte sich zwar zunächst gegen NS-weltanschauliche Einflüsse,  doch sind diese bereits in den Bänden 15 (Pos–Rob) und 16 (Roc–Schq) mehr oder weniger deutlich zu erkennen; stärker in den beiden letzten, 1934 und 1935 erschienenen Bänden des Grundwerks (Tou–Wam und Wan–Zz). Es mussten auch Kompromisse gemacht werden: Unliebsame Stichwörter wurden so zwar nicht generell unterdrückt, aber neben erstaunlich liberalen, ja positiv besetzten Einträgen (Rahel Varnhagen, Zionismus) stehen doch auch abfällige, politisch gefärbte Äußerungen: Bei Kurt Weill heißt es etwa, er bevorzuge eine primitive Liedform, oder es wird Arnold Zweig als „zersetzend“ charakterisiert.
Der im Herbst 1935 erschienene Ergänzungsband (Band 21) sorgte für die „linientreue“ Korrektur des bisherigen Lexikoninhalts. Ausführlich werden die neu geschaffenen Strukturen und Institutionen des NS-Staates und der NSDAP als alleinherrschender Partei beschrieben, ebenso die nationalsozialistische Ideologie und ihre Exponenten. Die im Ergebnis des NSDAP-Reichsparteitags von 1935 erlassenen sog. Nürnberger Gesetze zur Diskriminierung der jüdischen Bevölkerung finden ihren Niederschlag bei einer Vielzahl von Stichwörtern (z. B. Arierparagraph, „Juden“, Rassenhygiene). Der Band spiegelt auch die rigorose Kulturpolitik der Nazis wider, wenn etwa bei Heinrich und Klaus Mann ihre Ausbürgerung – so auch bei Franz Pfemfert – und ihre gegen das NS-Regime gerichtete schriftstellerische Tätigkeit erwähnt wird, wohingegen bei Thomas Mann neben der wertungsfreien Erwähnung seines damals neuesten Werkes Joseph und seine Brüder lediglich sein neuer schweizerischer Wohnort in Küsnacht angegeben wurde. Die Machthaber hofften noch auf seine Rückkehr nach Deutschland und ließen das Ausbürgerungsverfahren deshalb bis 1936 ruhen.
Wenn auch der größte Teil des Ergänzungsbandes vom nationalsozialistischen Geist durchdrungen ist, enthält er auch Artikel-Aktualisierungen aufgrund von Entwicklungen, die seit der erstmaligen Aufnahme eines Stichworts eingetreten (Fernsehen, Flugzeug) oder die völlig neu waren (Elektronenmikroskop, Reichsautobahnen).

## Rezeption in der Gegenwart
Die spätere Pressesprecherin des Bibliographischen Instituts, Anja zum Hingst, bewertet in ihrer Magisterarbeit die 15. Auflage insgesamt als positiv. Die Redaktion habe Distanz zu den Institutionen des Dritten Reiches gesucht und sei nur zögernd auf Forderungen der Parteiamtlichen Prüfungskommission (PPK) eingegangen.

## Werbematerialien
- „Der Große Brockhaus neu von A–Z“ (1928)
- „Die Wünschelrute“ (1929)
- „Mein Freund Abiszet“ (1930)
- „Berühmte und unberühmte Leute und Brockhaus’ Konversationslexikon“ (1933)
- „Der Große Brockhaus in der Hand des Lehrers“ (1933)[2]
- „So urteilen die Benutzer über ihren Brockhaus“ (1934)
- „Die Zeit steht nicht still“ (zum Ergänzungsband 1935)
- „188 Köpfe und eine Meinung“ (1936)
- „Der große Brockhaus in völlig neubearbeiteter Ausgabe“ (1939)[3]
- GB-Bücherständer (F.A. Brockhaus Leipzig, o. J.)

## Bibliografische Angaben
- Der Große Brockhaus. Handbuch des Wissens. 15. Auflage. 20 Bände + 1 Ergänzungsband + 1 Atlasband. Brockhaus, Leipzig 1928–1935/1937, DNB 450632202.
  - Band 1: A – Ast. Brockhaus, Leipzig 1928, DNB 450632210.
  - Band 2: Asu – Bla. Brockhaus, Leipzig 1929, DNB 450632229.
  - Band 3: Ble – Che. Brockhaus, Leipzig 1929, DNB 450632237.
  - Band 4: Chi – Dob. Brockhaus, Leipzig 1929, DNB 450632245.
  - Band 5: Doc – Ez. Brockhaus, Leipzig 1930, DNB 450632253.
  - Band 6: F – Gar. Brockhaus, Leipzig 1930, DNB 450632261.
  - Band 7: Gas – Gz. Brockhaus, Leipzig 1930, DNB 450632288.
  - Band 8: H – Hz. Brockhaus, Leipzig 1931, DNB 450632296.
  - Band 9: I – Kas. Brockhaus, Leipzig 1931, DNB 450632318.
  - Band 10: Kat – Kz. Brockhaus, Leipzig 1931, DNB 450632326.
  - Band 11: L – Mah. Brockhaus, Leipzig 1932, DNB 450632334.
  - Band 12: Mai – Mud. Brockhaus, Leipzig 1932, DNB 450632342.
  - Band 13: Mue – Ost. Brockhaus, Leipzig 1932, DNB 450632350.
  - Band 14: Osu – Por. Brockhaus, Leipzig 1933, DNB 450632369.
  - Band 15: Pos – Rob. Brockhaus, Leipzig 1933, DNB 450632377.
  - Band 16: Roc – Schq. Brockhaus, Leipzig 1933, DNB 450632385.
  - Band 17: Schra – Spu. Brockhaus, Leipzig 1934, DNB 450632393.
  - Band 18: Spy – Tot. Brockhaus, Leipzig 1934, DNB 450632407.
  - Band 19: Tou – Wam. Brockhaus, Leipzig 1934, DNB 450632415.
  - Band 20: Wan – Zz. Brockhaus, Leipzig 1935, DNB 450632423.
  - Band 21 (Ergänzungsband): A – Z. Brockhaus, Leipzig 1935, DNB 450632431.
  - Der Brockhaus Atlas. Die Welt in Bild und Karte. Brockhaus, Leipzig 1937, DNB 579256820.

- Der Große Brockhaus. Handbuch des Wissens. 15. Auflage. 2., völlig neubearbeitete Ausgabe. Kriegsbedingt nur ein Band der geplanten 20 Bände erschienen. Brockhaus, Leipzig 1939, DNB 560383746.
  - Band 1: A – Ast. Brockhaus, Leipzig 1939, DNB 365367141.